# Écija
Écija – miasto w południowo-zachodniej Hiszpanii, w regionie Andaluzja (prowincja Sewilla), nad rzeką Genil.
Gospodarka Écija opiera się na rolnictwie (oliwki, zboża i warzywa), bydle (krowy i konie) oraz przemyśle tekstylnym.

## Historia miasta
Na miejscu Écijy Rzymianie, zająwszy wcześniejszą, grecką miejscowość, założyli miasto Astigi, gdzie według tradycji dotrzeć miał w jednej ze swych wypraw święty Paweł. Po okresie upadku za panowania arabskiego, Écija została zdobyta w czasie rekonkwisty w 1240 roku.

## Najważniejsze zabytki
W związku z trzęsieniem ziemi z 1755 roku, Écija może się poszczycić przede wszystkim przykładami sztuki barokowej:
- kościół pw. św. Jana (hiszp. Iglesia de San Juan), barokowa budowla zbudowana pod koniec XVIII wieku, do której przylega bogato zdobiona, barokowa dzwonnica, uchodząca za wizytówkę miasta
- kościół św. Krzyża (hiszp. Iglesia de Santa Cruz), stojący na miejscu świątyni, w której rezydował biskup święty Fulgencjusz. Odbudowany po trzęsieniu ziemi w 1755 jak trójnawowa budowla. W wieży północno-wschodniej, całkowicie odbudowanej po trzęsieniu ziemi, wmurowane zostały dwie tablice kamienne z czasów panowania kalifów Abd ar-Rahmana I i Hiszama I. Wewnątrz kościoła zwraca uwagę, pochodzący z V wieku, sarkofag św. Fulgencjusza. W nawach bocznych kościoła znajdują się klasycystyczne i barokowe retabula
- Palacio de los Marqueses de Peñaflor, zbudowany w 1726 roku. Wzdłuż jego fasady ciągnie się szereg złączonych ze sobą balkonów
- Plaza de España, centralny plac miasta, od 1998[1] stanowisko archeologiczne - podczas budowy podziemnego parkingu natrafiono na pozostałości rzymskiej świątyni, łaźni oraz muzułmańskiego cmentarza

## Miasta partnerskie
- Aranjuez
- Les Pavillons-sous-Bois
- Cerro de la Habana
- As-Samara